# Эндрю, Стюарт
Стю́арт Дже́ймс Э́ндрю (англ. Stuart James Andrew; род. 25 ноября 1971, Англси, Уэльс, Великобритания) — британский политик, Член Парламента палаты общин Великобритании от консервативной партии с 2010 года, министр оборонных закупок (2018—2019).
С 2003 по 2010 год был членом городского совета Лидса от района Гайзли и Родон. В 2018 году занимал должности помощника главного кнута и заместителя министр по делам Уэльса.

## Личная жизнь
Родился 25 ноября 1971 года на Англси в семье сварщика и продавщицы газет. Окончил среднюю школу имени Дэвида Хьюза с преподаванием на английском и валлийском языках в Менай-Бридж. После окончания школы работал в Департаменте социального обеспечения. В 1994 году устроился на работу в благотворительную организацию Фонд британского сердца (BHF). Работал в детском хосписе Хоуп-хаус и Восточном Ланкаширском хосписе. До избрания в парламент возглавлял группу по сбору средств в хосписе Мартин-хаус.
Живет в Гайзли, пригороде Лидса, и Лондоне. Стюарт Эндрю — открытый гомосексуал. Он поддерживает работу организации ЛГБТори.

## Политическая карьера

### Член городских советов
Политическая карьера Эндрю началась в 1995 году, когда он был избран от партии консерваторов членом городского окружного совета Рексема. Во время парламентских выборов 1997 года был выдвинут в кандидаты от партии консерваторов в Рексеме, но выборы проиграл. В 1998 году, оставаясь советником, перешел в партию лейбористов, сославшись на проблемы с руководством партии консерваторов.
Через два года после утраты места в городском окружном совете Рексема, снова присоединился к партии консерваторов и переехал в Лидс. С 2003 по 2010 год был членом городского совета Лидса. В 2003—2004 году представлял в совете район Эйрборо, затем, после административно-территориальной реформы, район Гизли и Родон.

### Член парламента
На парламентских выборах 2010 года был выдвинут в кандидаты от партии консерваторов в Падси и победил. В 2012 году Эндрю выдвинул законопроект, который предоставил бы надзирателям новые полномочия «уничтожать или иным образом распоряжаться любым несанкционированным имуществом, найденным в тюрьме или транспортном средстве сопровождения». Законопроект был поддержан как коалицией, так и партией лейбористов с теневым министром юстиции Садиком Ханом.
22 февраля 2012 года в здании парламента Стюарт Эндрю подвергся нападению во время драки, спровоцированной членом партии лейбористов Эриком Джойсом. На следующий день Эндрю сделал заявление, что с ним всё в порядке. 23 февраля Джойсу предъявили обвинение по трём пунктам в обычном нападении и выпустили под залог. Четвёртое обвинение было добавлено 9 марта. Джойса оштрафовали на 3000 фунтов стерлингов и приказали выплатить 1400 фунтов стерлингов в качестве компенсации Эндрю и другим жертвам его нападения, но не приговорили к лишению свободы. В заявлении перед палатой общин 12 марта 2012 года Джойс лично извинился перед жертвами его нападения, заявил о выходе из состава партии лейбористов и о намерении завершить парламентскую карьеру.
Во время дебатов по Закону о браке (для однополых пар) 2013 года, за который он впоследствии проголосовал, на слова Джеральда Ховарта об «агрессивных гомосексуалах» Эндрю рассказал о том, как в 1997 году на него напали на улице и избили до потери сознания только, потому что он гомосексуал.
На парламентских выборах 2015 года Падси считался одним из самых маргинальных парламентских избирательных округов в Великобритании. Тем не менее, Эндрю был в нём переизбран и смог набрать большинство. В парламенте возглавлял комитет по исламофобии. Он был одним из 72 членов парламента, в январе 2016 года, проголосовавших против принятия поправки об обязанности лендлордов приводить, сдаваемое ими в аренду, жильё к состоянию «пригодного для проживания».
В мае 2016 года выяснилось, что Эндрю был одним из нескольких членов парламента от партии консерваторов, которые попали в полицейское расследование, касавшееся партийных расходов на всеобщих выборах 2015 года. Парламентариям грозило обвинение в превышении расходов на избирательную кампанию в округе и нарушении лимита, установленного законном. Однако в мае 2017 года Королевская прокурорская служба заявила, что, хотя и имелись свидетельства неточной доходности, причин для дальнейших действий нет.
23 сентября 2016 года Эндрю был назначен заместителем председателя партии консерваторов с особой ответственностью за города. На референдуме 2016 года он поддержал выход Великобритании из состава Европейского союза.
На парламентских выборах 2017 года был снова переизбран от парламентского избирательного округа Падси, набрав большинство, но утратив часть голосов по сравнению с прошлыми выборами. В парламенте Эндрю работал в Комитете по делам валлийцев в период с ноября 2010 года по ноябрь 2012 года. В июне 2017 года был назначен помощником главного кнута Палаты общин Джулиана Ричарда Смита, впоследствии также парламентского секретаря казначейства. И в январе 2018 года парламентским секретарём государственного секретаря Уэльса. В настоящее время он является парламентским секретарём Министерства обороны с должностью министра оборонных закупок.
8 июля 2024 года после поражения консерваторов на парламентских выборах включён в состав временного теневого правительства Риши Сунака в должности главного парламентского организатора оппозиции.
5 ноября 2024 года при формировании теневого кабинета Кеми Баденок назначен теневым министром культуры, средств массовой информации и спорта.
22 июля 2025 года в ходе серии кадровых перестановок в теневом правительстве назначен теневым министром здравоохранения и социального обеспечения из-за отставки Эдварда Аргара.